# Abbess Beauchamp and Berners Roding
Abbess Beauchamp and Berners Roding – civil parish w Anglii, w Esseksie, w dystrykcie Epping Forest. W 2011 civil parish liczyła 481 mieszkańców. W jej obszar wchodzą Abbess, Beauchamp i Berners Roding.